# Free fallin'
Free fallin' is een single van de Amerikaanse muzikant Tom Petty uit oktober 1989. Het is afkomstig van zijn album Full moon fever, ook uit 1989. De B-kant verschilde van land tot land. Op sommige singles werd ook een in 1989 opgenomen live-uitvoering meegeperst.

## Achtergrond
Petty schreef Free fallin' samen met Jeff Lynne met wie hij samenwerkte voor het album. Tom Petty (zang, gitaar), Mike Campbell (gitaar), Jeff Lynne (achtergrondzang en basgitaar) en Phil Jones (slagwerk) namen het binnen twee dagen op. Het was daarmee het eerste lied van Full moon fever, dat klaar was voor uitgifte, aldus Petty en Lynne. Het lied gaat over de donkere kant van vrijheid. De hoofdpersoon heeft net contact gehad met een lieve vrouw ("She's a good girl") die verliefd op hem was, maar hij gaat ervandoor, kiezend voor zijn vrijheid. De vrouw in kwestie blijft achter met een gebroken hart. Hij vergelijkt zichzelf met een vampier, energie opslurpend van zijn slachtoffer en haar achterlatend ("All the vampires walkin' through the valley").
Het lied refereert aan een aantal punten binnen de staat Californië:
- The Valley staat voor San Fernando Valley
- Reseda, een wijk van Los Angeles in San Fernando Valley
- Ventura Freeway, een plaatselijke snelweg, een deel van U.S. Route 101
- Venture Boulevard, eveneens plaatselijke toegangsweg
- Mulholland, een wijk van Los Angeles
- Mulholland Drive, snelweg vanuit die wijk

## Covers en gebruik in de media
Voor een lied uit 1989 zijn er relatief veel coverversies van verschenen. Onder andere Stevie Nicks, Mya, Spandau Ballet-zanger Tony Hadley, Pink, John Mayer en Backstreet Boys-lid Nick Carter zongen het. De La Soul en de Schotse rockband Teenage Fanclub sampleden het op hun gezamenlijke nummer Fallin' dat ze in 1993 opnamen voor de soundtrack van de film Judgment Night.
Het was ook te horen in de speelfilm Jerry Maguire, hoofdrolspeler Tom Cruise zingt het daarin mee. Zelf werd Tom Petty tijdens de MTV Video Music Awards van 1989 bijgestaan door Guns N' Roses-frontman Axl Rose.

## Hitnotering
Free fallin' werd alleen in de Verenigde Staten, Canada en Nieuw-Zeeland een grote hit. In de Billboard Hot 100 stond het eenentwintig weken genoteerd met een piek op plaats 7.
In Nederland werd de plaat begin 1990 regelmatig gedraaid op de landelijke radiozenders, echter werd de Nederlandse Top 40 niet bereikt. De plaat bleef vijf weken steken in de Tipparade. Wél werd de 61e positie bereikt in de Nationale Top 100.
In België werd géén notering behaald in zowel de Vlaamse Radio 2 Top 30 als de voorloper van de Vlaamse Ultratop 50. Ook in Wallonië werd géén notering behaald.

### Nationale Top 100
| Positie: | 88 | 70 | 62 | 61 | 81 | 96 | uit |

### NPO Radio 2 Top 2000
| Nummers met noteringen in de NPO Radio 2 Top 2000 | '15  | '16 | '17 | '18  | '19  | '20  | '21  | '22  | '23  | '24  |
| ------------------------------------------------- | ---- | --- | --- | ---- | ---- | ---- | ---- | ---- | ---- | ---- |
| Free Fallin' (Tom Petty)                          | 1845 | -   | 763 | 1107 | 1148 | 1369 | 1133 | 1283 | 1326 | 1534 |
| Free Fallin' (John Mayer)                         | -    | -   | -   | 988  | 986  | 1010 | 1074 | 1220 | 1258 | 1467 |

1. ↑  Een '-' betekent dat het nummer niet was genoteerd en een vetgedrukt getal geeft de hoogste notering van een nummer aan.
2. ↑  2015 was het eerste jaar met een notering voor een van deze nummers.